# Vinnie Paul
Vincent Paul Abbott (Dallas, Texas; 11 de marzo de 1964 - Las Vegas, Nevada; 22 de junio de 2018), más conocido como Vinnie Paul, fue un músico y compositor estadounidense, más conocido por haber tocado la batería en las bandas de groove metal Pantera y Damageplan, además de haber permanecido en el grupo Hellyeah, siendo el principal miembro fundador de estas tres bandas. Falleció el 22 de junio de 2018 en Las Vegas, Nevada.

## Biografía
Vincent Paul Abbott nació el 11 de marzo de 1964 en Dallas, Texas, hijo de Carolyn y Jerry Abbott. Su padre era compositor y productor de música country. Vinnie tocó en Pantera, Tres Diablos, Damageplan y Rebel Meets Rebel, todas ellas con su hermano Dimebag Darrell. A menudo, estos hermanos fueron comparados con Alex y Eddie Van Halen por la buena relación entre ellos, por el virtuosismo de su estilo al tocar y por la elección del instrumento. 

### Pantera
Paul formó Pantera en 1981 junto con su hermano Darrell, el bajista Rex Brown, el guitarrista Terry Glaze y el cantante Donnie Hart, quien abandonaría al poco tiempo la banda desplazando la labor vocal a Glaze. Este estaría en el puesto durante tres discos, hasta su marcha del grupo y la contratación de Phil Anselmo en 1987. En este punto, Pantera edita su piedra angular dentro de su discografía, Cowboys from Hell, adoptando un sonido más rudo y agresivo, orientándose al groove metal.
En 2001, Anselmo decide suspender momentáneamente el trabajo del grupo debido a un fuerte dolor de espalda, aunque no fue hasta 2003 cuando el grupo se separó definitivamente ante el rechazo de Anselmo sobre reanudación del trabajo. Esto provocó fuertes discusiones y enemistad entre Anselmo y los hermanos Abbott, la cual duró hasta la muerte de Vinnie Paul, Anselmo no pudo hacer las paces con Vinnie a pesar del intento de restablecer su amistad durante muchos años.
Después de la ruptura de Pantera, los hermanos Abbott se unen a Rex Brown, bajista de Pantera, y David Allan Coe para formar un proyecto country llamado Rebel Meets Rebel.

### Damageplan
Poco después, los Abbott forman Damageplan con Bob Zilla al bajo y Patrick Lachman como vocalista. En esta etapa, Damageplan graba un solo álbum, New Found Power, editado en febrero de 2004.
El 8 de diciembre, durante un concierto de presentación del álbum en Columbus, Ohio, Dimebag Darrell fue asesinado por Nathan Gale de 6 disparos a quemarropa en medio del escenario, además de causar la muerte a Nathan Bray, un fan de la banda, Erin Halk, empleado del club en donde se desarrollaba la actuación, y Jeff Thompson, jefe de seguridad de Damageplan. Este suceso ocasionó la disolución de Damageplan.

### Fallecimiento
Vinnie falleció el 22 de junio de 2018. La causa de su muerte fue una miocardiopatía según una autopsia, ya que determinaron que esta enfermedad la tenía desde hacía muchos años. Su muerte fue un duro golpe a los fanáticos y a su familia. Sus restos fueron sepultados al lado de la tumba de su hermano y de su madre Carolyn en el cementerio Moore Memorial Gardens de Arlington, Texas.

## Discografía

### Pantera
- 1983: Metal Magic
- 1984: Projects in the Jungle
- 1985: I Am the Night
- 1988: Power Metal
- 1990: Cowboys from Hell
- 1992: Vulgar Display of Power
- 1994: Far Beyond Driven
- 1996: The Great Southern Trendkill
- 2000: Reinventing the Steel

### Damageplan
- 2004: New Found Power

### Rebel Meets Rebel
- 2006: Rebel Meets Rebel

### Hellyeah
- 2007: Hellyeah
- 2010: Stampede
- 2012: Band of Brothers
- 2014: Blood for Blood
- 2016: Undeniable